# Bersant Celina
Bersant Celina (Prizren, 9 settembre 1996) è un calciatore kosovaro con cittadinanza norvegese, centrocampista o attaccante dell'AIK e della nazionale kosovara.

## Biografia
Nato a Prizren, nell'allora provincia jugoslava del Kosovo; per sfuggire alle guerre jugoslave, la sua famiglia si stabilì a Drammen, in Norvegia, quando egli aveva due anni.

## Caratteristiche tecniche
Celina può essere impiegato sia come ala che in una posizione più centrale. È in possesso di un tiro potente e di rapidità di gamba.

## Carriera

### Club

#### Strømsgodset
Celina ha fatto parte delle giovanili dello Strømsgodset. La sua esperienza con questa maglia si è limitata alle competizioni di categoria, senza mai arrivare in prima squadra o nella squadra riserve. Nel 2012 è passato agli inglesi del Manchester City.

#### Manchester City
Nel 2013-2014 ha fatto parte della squadra che ha partecipato all'edizione stagionale della UEFA Youth League. Ha giocato una sola partita nella competizione, sostituendo Mathias Bossaerts nei minuti finali della sfida persa per 1-2 contro il Benfica. Nella stessa annata, precisamente contro il Blackburn, ha realizzato quello che è stato votato come l'Academy Goal of the Season. Sempre con l'Academy di Jason Wilcox, ha vinto la Northern Premier League 2013-2014.
Il 1º luglio 2014, Celina ha firmato il suo primo contratto professionistico, legandosi ai Citizens per i successivi tre anni. Nel corso della fase a gironi della UEFA Youth League 2014-2015, ha segnato 4 reti in 5 partite, di cui 3 da subentrato: nei 222 minuti totalizzati, ha realizzato un gol ogni 55.5 minuti.
Il 24 dicembre successivo, ha preso parte agli allenamenti della prima squadra, agli ordini di Manuel Pellegrini: questo a causa del fitto calendario natalizio del Manchester City, che avrebbe disputato quattro partite in pochi giorni.
Il 4 gennaio 2015, Celina è stato convocato in prima squadra per la prima volta in un incontro ufficiale: Pellegrini gli ha infatti riservato un posto in panchina per la successiva sfida contro lo Sheffield Wednesday, partita valida per la FA Cup 2014-2015.
Il 6 febbraio 2016 ha effettuato il proprio debutto in Premier League: in occasione della sfida contro il Leicester City, è subentrato a David Silva nel corso della ripresa ed ha fornito l'assist per il gol di Sergio Agüero, che ha fissato definitivamente il punteggio sull'1-3 per le Foxes. Quindici giorni dopo gioca per la prima volta da titolare tra i professionisti (oltre che con i Citizens) in occasione della sconfitta per 5-1 contro il Chelsea in FA Cup.

#### Twente
Il 25 agosto 2016, Celina è passato agli olandesi del Twente con la formula del prestito. Ha esordito in Eredivisie il 10 settembre contro l'Heerenveen, subentrando al 67º minuto, e realizzando il suo primo gol con la nuova maglia. Celina è andato a segno anche nelle successive due partite, concludendo la stagione con 5 marcature.

#### Ipswich Town
Rientrato a Manchester, il 3 luglio 2017 è ceduto in prestito all'Ipswich Town. Ha debuttato in Championship il 26 agosto nella sconfitta interna contro il Fulham. Alla seconda partita, il 9 settembre contro il QPR, trova il primo gol con la maglia biancoblu. La stagione è la più prolifica della carriera di Celina, con 7 reti in 35 presenze in Championship.

#### Swansea City
Il 31 luglio 2018 è ceduto a titolo definitivo dal Manchester City allo Swansea City, appena retrocesso in Championship. Con il club gallese firma un contratto di quattro anni. Lo Swansea ha versato al Manchester City un corrispettivo di 3,06 milioni di £ (3,40 milioni di €). Gioca la prima partita il 4 agosto nella vittoria esterna per 2-1 sul campo dello Sheffield Utd. Realizza la prima rete con la maglia dello Swansea il 6 ottobre 2018 nel match casalingo perso per 3-2 contro l’Ipswich Town, siglando il momentaneo pareggio.

#### Digione
Il 9 settembre 2020 viene acquistato dal Digione. Nel corso della Ligue 1 2020-2021 totalizza 32 presenze, di cui 25 da titolare e 7 subentrando dalla panchina, e 5 assist. la squadra tuttavia chiude il torneo con la retrocessione in Ligue 2.

#### Ritorno all'Ipswich Town
Il 31 agosto 2021, dopo avere rischiato di ritirarsi per problemi di cuore dovuti al COVID-19, fa ritorno all'Ipswich Town con la formula del prestito. Rispetto alla sua precedente parentesi di quattro anni prima, tuttavia, il club era nel frattempo sceso in terza serie. Nel campionato di Football League One 2021-2022 Celina mette a segno 6 reti in 32 gare.

#### Kasımpaşa
Celina inizia la stagione 2022-2023 vestendo la maglia del Kasımpaşa, formazione turca militante nella Süper Lig. Dall'agosto 2022 al gennaio 2023 scende in campo in 20 occasioni tra campionato e coppe, 14 delle quali da titolare, realizzando una rete in occasione della vittoria casalinga per 1-0 contro il Gaziantep.

#### Stoke City
Nel gennaio 2023 il Digione annuncia la risoluzione del prestito al Kasımpaşa ed al tempo stesso comunica che Celina sarebbe passato in prestito agli inglesi dello Stoke City per i successivi sei mesi, trascorsi nella rimanente parte del campionato di Football League Championship 2022-2023 in cui il giocatore colleziona 6 presenze.

#### AIK
Tramite un prestito con diritto di riscatto valido fino alla fine dell'anno, il 31 agosto 2023 Celina diventa ufficialmente un giocatore del club svedese dell'AIK, formazione che annoverava i suoi connazionali norvegesi Henning Berg come allenatore e Thomas Berntsen come direttore sportivo. Il successivo 2 gennaio l'AIK comunica di aver ingaggiato Celina a titolo definitivo sfruttando l'opzione di acquisto prevista dall'accordo con il Digione.

### Nazionale
In virtù delle sue origini, Celina può scegliere di rappresentare una tra Norvegia, Albania e Kosovo. Inizialmente, quest'ultima Nazionale non poteva però disputare incontri ufficiali, per cui il carattere amichevole dei suoi incontri non avrebbe precluso la possibilità che un giorno Celina vestisse la maglia della selezione norvegese oppure albanese.

#### Nazionali giovanili norvegesi
Celina ha giocato per le Nazionali Under-15, Under-16 ed Under-17 norvegesi. Con la selezione Under-17 ha partecipato al turno di qualificazione al campionato europeo Under-17. Tra le varie selezioni giovanili, ha totalizzato 15 presenze senza realizzare alcuna rete. Il 25 agosto 2015 ha ricevuto la prima convocazione per la Norvegia under 21. Il 7 settembre ha quindi effettuato il suo esordio, subentrando a Ghayas Zahid nella sconfitta casalinga per 0-1 contro l'Inghilterra.

#### Kosovo
Il 3 marzo 2014 è stato incluso nella squadra del Kosovo, che due giorni più tardi avrebbe disputato un'amichevole contro Haiti. Nel gennaio dello stesso anno, infatti, la FIFA aveva concesso al Kosovo il permesso di giocare partite amichevoli contro altre Nazionali affiliate, purché esse non provenissero dalla zona dell'ex Jugoslavia. Il carattere amichevole degli incontri non precludeva quindi la possibilità di giocare per un'altra Nazionale per ogni calciatore coinvolto. Il 5 marzo 2014 ha preso così parte alla gara d'esordio internazionale della Nazionale kosovara, pareggiata per 0-0 contro Haiti, rimanendo in panchina per tutto l'incontro. In virtù di questa convocazione, è diventato il calciatore più giovane ad essere selezionato dalla Nazionale kosovara.
Nei due incontri successivamente disputati dal Kosovo, contro Turchia e Senegal, Celina è rimasto fuori per infortunio; è tornato in squadra in vista della partita contro l'Oman. Impiegato come titolare, il Kosovo ha vinto la partita per 1-0, primo successo da quando la FIFA aveva concesso il permesso di affrontare altre Nazionali.
A gennaio 2015, Celina ha dichiarato di voler giocare con il Kosovo piuttosto che con la Norvegia; il commissario tecnico dello stesso Kosovo, Albert Bunjaku, ha aggiunto che per il momento Celina non avrebbe giocato neanche per l'Albania.
Il 29 maggio 2016, lo stesso Albert Bunjaku ha diramato le convocazioni per la prima partita riconosciuta da UEFA e FIFA della selezione balcanica, un'amichevole contro le Fær Øer: Celina è stato incluso all'interno di questo elenco. Il 3 giugno successivo, il giocatore è stato schierato titolare nella vittoria per 2-0 della Nazionale kosovara.

## Statistiche

### Presenze e reti nei club
Statistiche aggiornate al 4 dicembre 2024.
| Stagione               | Squadra                | Campionato             | Campionato | Campionato | Coppe nazionali | Coppe nazionali | Coppe nazionali | Coppe continentali | Coppe continentali | Coppe continentali | Altre coppe | Altre coppe | Altre coppe | Totale | Totale |
| Stagione               | Squadra                | Comp                   | Pres       | Reti       | Comp            | Pres            | Reti            | Comp               | Pres               | Reti               | Comp        | Pres        | Reti        | Pres   | Reti   |
| ---------------------- | ---------------------- | ---------------------- | ---------- | ---------- | --------------- | --------------- | --------------- | ------------------ | ------------------ | ------------------ | ----------- | ----------- | ----------- | ------ | ------ |
| 2014-2015              | Manchester City        | PL                     | 0          | 0          | FACup+CdL       | 0               | 0               | UCL                | 0                  | 0                  | CS          | 0           | 0           | 0      | 0      |
| 2015-2016              | Manchester City        | PL                     | 1          | 0          | FACup+CdL       | 3+0             | 0               | UCL                | 0                  | 0                  | -           | -           | -           | 4      | 0      |
| Totale Manchester City | Totale Manchester City | Totale Manchester City | 1          | 0          |                 | 3               | 0               |                    | 0                  | 0                  |             | 0           | 0           | 4      | 0      |
| 2016-2017              | Twente                 | ED                     | 27         | 5          | CO              | 1               | 0               | -                  | -                  | -                  | -           | -           | -           | 28     | 5      |
| 2017-2018              | Ipswich Town           | FLC                    | 35         | 7          | FACup+CdL       | 1+2             | 0+1             | -                  | -                  | -                  | -           | -           | -           | 38     | 8      |
| 2018-2019              | Swansea City           | FLC                    | 38         | 5          | FACup+CdL       | 4+0             | 3               | -                  | -                  | -                  | -           | -           | -           | 42     | 8      |
| 2019-2020              | Swansea City           | FLC                    | 35+1       | 2          | FACup+CdL       | 1+0             | 0               | -                  | -                  | -                  | -           | -           | -           | 37     | 2      |
| Totale Swansea City    | Totale Swansea City    | Totale Swansea City    | 73+1       | 7          |                 | 5               | 3               |                    | -                  | -                  |             | -           | -           | 79     | 10     |
| 2020-2021              | Digione                | L1                     | 32         | 0          | CF              | 1               | 0               | -                  | -                  | -                  | -           | -           | -           | 33     | 0      |
| 2021-2022              | Ipswich Town           | FL1                    | 32         | 6          | FACup+CdL       | 1+0             | 0               | -                  | -                  | -                  | FLT         | 2           | 0           | 35     | 6      |
| Totale Ipswich Town    | Totale Ipswich Town    | Totale Ipswich Town    | 67         | 13         |                 | 4               | 1               |                    | -                  | -                  |             | 2           | 0           | 73     | 14     |
| 2022-gen. 2023         | Kasımpaşa              | SL                     | 18         | 1          | TK              | 1               | 0               | -                  | -                  | -                  | -           | -           | -           | 19     | 1      |
| gen.-giu. 2023         | Stoke City             | FLC                    | 6          | 0          | FACup+CdL       | 2+0             | 0+0             | -                  | -                  | -                  | -           | -           | -           | 8      | 0      |
| 2023                   | AIK                    | A                      | 9          | 0          | SC+SC           | 0+0             | 0+0             | -                  | -                  | -                  | -           | -           | -           | 9      | 0      |
| 2024                   | AIK                    | A                      | 30         | 4          | SC              | 5               | 0               | -                  | -                  | -                  | -           | -           | -           | 35     | 4      |
| Totale AIK             | Totale AIK             | Totale AIK             | 39         | 4          |                 | 5               | 0               |                    | -                  | -                  |             | -           | -           | 44     | 4      |
| Totale carriera        | Totale carriera        | Totale carriera        | 264        | 30         |                 | 22              | 4               |                    | 0                  | 0                  |             | 2           | 0           | 288    | 34     |

### Cronologia presenze e reti in nazionale
| Cronologia completa delle presenze e delle reti in nazionale ― Kosovo | Cronologia completa delle presenze e delle reti in nazionale ― Kosovo | Cronologia completa delle presenze e delle reti in nazionale ― Kosovo | Cronologia completa delle presenze e delle reti in nazionale ― Kosovo | Cronologia completa delle presenze e delle reti in nazionale ― Kosovo | Cronologia completa delle presenze e delle reti in nazionale ― Kosovo | Cronologia completa delle presenze e delle reti in nazionale ― Kosovo | Cronologia completa delle presenze e delle reti in nazionale ― Kosovo |
| Data                                                                  | Città                                                                 | In casa                                                               | Risultato                                                             | Ospiti                                                                | Competizione                                                          | Reti                                                                  | Note                                                                  |
| --------------------------------------------------------------------- | --------------------------------------------------------------------- | --------------------------------------------------------------------- | --------------------------------------------------------------------- | --------------------------------------------------------------------- | --------------------------------------------------------------------- | --------------------------------------------------------------------- | --------------------------------------------------------------------- |
| 3-6-2016                                                              | Francoforte                                                           | Fær Øer                                                               | 0 – 2                                                                 | Kosovo                                                                | Amichevole                                                            | -                                                                     | 36’                                                                   |
| 5-9-2016                                                              | Turku                                                                 | Finlandia                                                             | 1 – 1                                                                 | Kosovo                                                                | Qual. Mondiali 2018                                                   | -                                                                     | 66’                                                                   |
| 6-10-2016                                                             | Scutari                                                               | Kosovo                                                                | 0 – 6                                                                 | Croazia                                                               | Qual. Mondiali 2018                                                   | -                                                                     | 68’                                                                   |
| 24-3-2017                                                             | Scutari                                                               | Kosovo                                                                | 1 – 2                                                                 | Islanda                                                               | Qual. Mondiali 2018                                                   | -                                                                     | 64’                                                                   |
| 6-10-2017                                                             | Scutari                                                               | Kosovo                                                                | 0 – 2                                                                 | Ucraina                                                               | Qual. Mondiali 2018                                                   | -                                                                     |                                                                       |
| 9-10-2017                                                             | Reykjavík                                                             | Islanda                                                               | 2 – 0                                                                 | Kosovo                                                                | Qual. Mondiali 2018                                                   | -                                                                     |                                                                       |
| 24-3-2018                                                             | Franconville                                                          | Kosovo                                                                | 1 – 0                                                                 | Madagascar                                                            | Amichevole                                                            | -                                                                     | 57’                                                                   |
| 27-3-2018                                                             | Franconville                                                          | Kosovo                                                                | 2 – 0                                                                 | Burkina Faso                                                          | Amichevole                                                            | -                                                                     | 46’                                                                   |
| 7-9-2018                                                              | Baku                                                                  | Azerbaigian                                                           | 0 – 0                                                                 | Kosovo                                                                | UEFA Nations League 2018-2019 - 1º turno                              | -                                                                     | 69’                                                                   |
| 21-3-2019                                                             | Pristina                                                              | Kosovo                                                                | 2 – 2                                                                 | Danimarca                                                             | Amichevole                                                            | 1                                                                     | 71’                                                                   |
| 25-3-2019                                                             | Pristina                                                              | Kosovo                                                                | 1 – 1                                                                 | Bulgaria                                                              | Qual. Euro 2020                                                       | -                                                                     | 58’                                                                   |
| 7-6-2019                                                              | Podgorica                                                             | Montenegro                                                            | 1 – 1                                                                 | Kosovo                                                                | Qual. Euro 2020                                                       | -                                                                     | 78’                                                                   |
| 10-6-2019                                                             | Sofia                                                                 | Bulgaria                                                              | 2 – 3                                                                 | Kosovo                                                                | Qual. Euro 2020                                                       | -                                                                     |                                                                       |
| 7-9-2019                                                              | Pristina                                                              | Kosovo                                                                | 2 – 1                                                                 | Rep. Ceca                                                             | Qual. Euro 2020                                                       | -                                                                     |                                                                       |
| 10-9-2019                                                             | Southampton                                                           | Inghilterra                                                           | 5 – 3                                                                 | Kosovo                                                                | Qual. Euro 2020                                                       | -                                                                     |                                                                       |
| 14-10-2019                                                            | Pristina                                                              | Kosovo                                                                | 2 – 0                                                                 | Montenegro                                                            | Qual. Euro 2020                                                       | -                                                                     | 90+2’                                                                 |
| 14-11-2019                                                            | Plzeň                                                                 | Rep. Ceca                                                             | 2 – 1                                                                 | Kosovo                                                                | Qual. Euro 2020                                                       | -                                                                     | 85’                                                                   |
| 17-11-2019                                                            | Pristina                                                              | Kosovo                                                                | 0 – 4                                                                 | Inghilterra                                                           | Qual. Euro 2020                                                       | -                                                                     |                                                                       |
| 3-9-2020                                                              | Parma                                                                 | Moldavia                                                              | 1 – 1                                                                 | Kosovo                                                                | UEFA Nations League 2020-2021 - 1º turno                              | -                                                                     | 60’                                                                   |
| 6-9-2020                                                              | Pristina                                                              | Kosovo                                                                | 1 – 2                                                                 | Grecia                                                                | UEFA Nations League 2020-2021 - 1º turno                              | -                                                                     |                                                                       |
| 8-10-2020                                                             | Skopje                                                                | Macedonia del Nord                                                    | 2 – 1                                                                 | Kosovo                                                                | Qual. Euro 2020                                                       | -                                                                     | 75’                                                                   |
| 11-10-2020                                                            | Pristina                                                              | Kosovo                                                                | 0 – 1                                                                 | Slovenia                                                              | UEFA Nations League 2020-2021 - 1º turno                              | -                                                                     |                                                                       |
| 14-10-2020                                                            | Amarousio                                                             | Grecia                                                                | 0 – 0                                                                 | Kosovo                                                                | UEFA Nations League 2020-2021 - 1º turno                              | -                                                                     | 63’                                                                   |
| 11-11-2020                                                            | Elbasan                                                               | Albania                                                               | 2 – 1                                                                 | Kosovo                                                                | Amichevole                                                            | -                                                                     | 46’                                                                   |
| 18-11-2020                                                            | Pristina                                                              | Kosovo                                                                | 1 – 0                                                                 | Moldavia                                                              | UEFA Nations League 2020-2021 - 1º turno                              | -                                                                     | 90’                                                                   |
| 24-3-2021                                                             | Pristina                                                              | Kosovo                                                                | 4 – 0                                                                 | Lituania                                                              | Amichevole                                                            | -                                                                     | 88’                                                                   |
| 28-3-2021                                                             | Pristina                                                              | Kosovo                                                                | 0 – 3                                                                 | Svezia                                                                | Qual. Mondiali 2022                                                   | -                                                                     |                                                                       |
| 31-3-2021                                                             | Siviglia                                                              | Spagna                                                                | 3 – 1                                                                 | Kosovo                                                                | Qual. Mondiali 2022                                                   | -                                                                     |                                                                       |
| 12-10-2021                                                            | Pristina                                                              | Kosovo                                                                | 1 – 2                                                                 | Georgia                                                               | Qual. Mondiali 2022                                                   | -                                                                     | 86’                                                                   |
| 24-9-2022                                                             | Belfast                                                               | Irlanda del Nord                                                      | 2 – 1                                                                 | Kosovo                                                                | UEFA Nations League 2022-2023 - 1º turno                              | -                                                                     |                                                                       |
| 27-9-2022                                                             | Pristina                                                              | Kosovo                                                                | 5 – 1                                                                 | Cipro                                                                 | UEFA Nations League 2022-2023 - 1º turno                              | -                                                                     |                                                                       |
| 25-3-2023                                                             | Tel Aviv                                                              | Israele                                                               | 1 – 1                                                                 | Kosovo                                                                | Qual. Euro 2024                                                       | -                                                                     |                                                                       |
| 28-3-2023                                                             | Pristina                                                              | Kosovo                                                                | 1 – 1                                                                 | Andorra                                                               | Qual. Euro 2024                                                       | -                                                                     | 75’                                                                   |
| 16-6-2023                                                             | Pristina                                                              | Kosovo                                                                | 0 – 0                                                                 | Romania                                                               | Qual. Euro 2024                                                       | -                                                                     |                                                                       |
| 19-6-2023                                                             | Budapest                                                              | Bielorussia                                                           | 2 – 1                                                                 | Kosovo                                                                | Qual. Euro 2024                                                       | -                                                                     | 79’                                                                   |
| 26-3-2024                                                             | Budapest                                                              | Ungheria                                                              | 2 – 0                                                                 | Kosovo                                                                | Amichevole                                                            | -                                                                     | 64’                                                                   |
| Totale                                                                |                                                                       | Presenze (9º posto)                                                   | 36                                                                    |                                                                       | Reti                                                                  | 1                                                                     |                                                                       |

| Cronologia completa delle presenze e delle reti in nazionale (partite non ufficiali) ― Kosovo | Cronologia completa delle presenze e delle reti in nazionale (partite non ufficiali) ― Kosovo | Cronologia completa delle presenze e delle reti in nazionale (partite non ufficiali) ― Kosovo | Cronologia completa delle presenze e delle reti in nazionale (partite non ufficiali) ― Kosovo | Cronologia completa delle presenze e delle reti in nazionale (partite non ufficiali) ― Kosovo | Cronologia completa delle presenze e delle reti in nazionale (partite non ufficiali) ― Kosovo | Cronologia completa delle presenze e delle reti in nazionale (partite non ufficiali) ― Kosovo | Cronologia completa delle presenze e delle reti in nazionale (partite non ufficiali) ― Kosovo |
| Data                                                                                          | Città                                                                                         | In casa                                                                                       | Risultato                                                                                     | Ospiti                                                                                        | Competizione                                                                                  | Reti                                                                                          | Note                                                                                          |
| --------------------------------------------------------------------------------------------- | --------------------------------------------------------------------------------------------- | --------------------------------------------------------------------------------------------- | --------------------------------------------------------------------------------------------- | --------------------------------------------------------------------------------------------- | --------------------------------------------------------------------------------------------- | --------------------------------------------------------------------------------------------- | --------------------------------------------------------------------------------------------- |
| 7-9-2014                                                                                      | Pristina                                                                                      | Kosovo                                                                                        | 1 – 0                                                                                         | Oman                                                                                          | Amichevole                                                                                    | -                                                                                             | 83’                                                                                           |
| 13-11-2015                                                                                    | Pristina                                                                                      | Kosovo                                                                                        | 2 – 2                                                                                         | Albania                                                                                       | Amichevole                                                                                    | 1                                                                                             |                                                                                               |
| Totale                                                                                        |                                                                                               | Presenze                                                                                      | 2                                                                                             |                                                                                               | Reti                                                                                          | 1                                                                                             |                                                                                               |

| Cronologia completa delle presenze e delle reti in nazionale ― Norvegia under 21 | Cronologia completa delle presenze e delle reti in nazionale ― Norvegia under 21 | Cronologia completa delle presenze e delle reti in nazionale ― Norvegia under 21 | Cronologia completa delle presenze e delle reti in nazionale ― Norvegia under 21 | Cronologia completa delle presenze e delle reti in nazionale ― Norvegia under 21 | Cronologia completa delle presenze e delle reti in nazionale ― Norvegia under 21 | Cronologia completa delle presenze e delle reti in nazionale ― Norvegia under 21 | Cronologia completa delle presenze e delle reti in nazionale ― Norvegia under 21 |
| Data                                                                             | Città                                                                            | In casa                                                                          | Risultato                                                                        | Ospiti                                                                           | Competizione                                                                     | Reti                                                                             | Note                                                                             |
| -------------------------------------------------------------------------------- | -------------------------------------------------------------------------------- | -------------------------------------------------------------------------------- | -------------------------------------------------------------------------------- | -------------------------------------------------------------------------------- | -------------------------------------------------------------------------------- | -------------------------------------------------------------------------------- | -------------------------------------------------------------------------------- |
| 7-9-2015                                                                         | Oslo                                                                             | Norvegia under 21                                                                | 0 – 1                                                                            | Inghilterra under 21                                                             | Qual. Europeo Under-21 2017                                                      | -                                                                                | 86’                                                                              |
| Totale                                                                           |                                                                                  | Presenze                                                                         | 1                                                                                |                                                                                  | Reti                                                                             | 0                                                                                |                                                                                  |

## Palmarès

### Club

#### Competizioni nazionali
- Coppa di Lega inglese: 1

Manchester City: 2015-2016